# Nikolaus Sigismund von Pannewitz
Nikolaus Sigismund von Pannewitz (* 1700 auf Klein Oßnig bei Cottbus; † 18. August 1748 in Berlin) war königlich preußischer Oberstleutnant und zuletzt Chef des schlesischen Artillerie-Bataillons.
Sein Vater war der Erbherr von Klein-Oßnig Joachim Friedrich von Pannewitz. Sein Bruder Gottlob Ernst von Pannewitz wurde Generalmajor.
Er kam 1719 zur Artillerie und 1724 wurde er dort 1724 Seconde-Lieutenant, am 7. April 1729 Premier-Lieutenant. Er nahm dann am Rheinfeldzug von 1734 teil. Im Jahr 1736 wurde er Stabshauptmann und 1737 wirklicher Hauptmann. Nach dem schlesischen Kriegen wurde er 1745 Major. 1747 erhielt er die Erlaubnis, sich der französischen Armee als Freiwilliger anzuschließen und mit dieser im Österreichischen Erbfolgekrieg in Brabant zu kämpfen. Hintergrund war, dass der König mehr über die Standardisierung der französischen Artillerie (Systeme Valliere) erfahren wollte. 1748 wurde er Oberstleutnant und Kommandeur des schlesischen Artillerie-Bataillons, aber bereits kurz nach seiner Ernennung starb er am 18. August 1748 in Berlin.